# Thu Vân Trần
Thu Vân Trần (* 1979 in Ho-Chi-Minh-Stadt, Vietnam) ist eine vietnamesisch-französische Künstlerin, die in Paris lebt und arbeitet.

## Leben
Trần studierte von 1997 bis 2003 an der École nationale supérieure des beaux-arts de Paris. 2003 erwarb sie ihr Diplom. Im Jahr 2000 verbrachte sie einen Austauschjahr an der Glasgow School of Art.
Ihre Arbeit ist geprägt von Literatur, Architektur und Geschichte. Ihr Geburtsland Vietnam und ihr Heimatland Frankreich bringen sie dazu, über Dualität, Ungleichheit und Instabilität als strukturelle Elemente ihrer Praxis nachzudenken und in ihre Werke einzuarbeiten. Ihre Arbeiten nehmen die Form von semantischen oder skulpturalen Kompositionen an.

## Ausstellungen (Auswahl)

### Einzelausstellungen
- 2023: Nous vivons dans l'éclat, Musée d’Art Moderne et d’Art Contemporain (MAMAC), Nizza[4]
- 2022: Reclaim the Earth, Palais de Tokyo in Paris[5]
- 2020: H as Homme, Galerie Rüdiger Schöttle, München[6]
- 2020: Novel Without a Title, Kunsthaus Baselland[7]
- 2019: Colors of Grey, Galerie Rüdiger Schöttle[6]
- 2016: Echange de présents, Neuer Berliner Kunstverein[3]
- 2016: From stamping to reading im Macleay Museum in Sydney

### Gruppenausstellungen
- 2022: Is it morning for you yet? im Carnegie Museum of Art in Pittsburgh, anlässlich der 58. International Carnegie[8]
- 2017: Pavilion of the Earth bei der Biennale von Venedig[9]

## Auszeichnungen
- 2023: Rosa-Schapire-Kunstpreis (Kunstpreis der Freunde der Kunsthalle, Hamburg)[10][11]
- 2018: Nominierung für den Prix Marcel Duchamp[12]